# Cathy Young
Pour les articles homonymes, voir Young.
Cathy Young (née Yekaterina Yung, russe : Екатерина Юнг, né le 10 février 1963) est une journaliste américaine d'origine russe. Elle est connue pour ses écrits sur le viol et le féminisme. Elle est l'auteur de deux livres, collabore régulièrement au périodique mensuel libertarien Reason, et assure des chroniques régulières dans Newsday, RealClearPolitics.com, Time et Allthink.

## Carrière professionnelle
Née à Moscou, la capitale de l'Union soviétique, Catherine Young a 17 ans lorsque sa famille émigre aux États-Unis en 1980. Elle est naturalisée canadienne en 1987 sous le nom de Catherine Alicia Young, et est diplômée de l'université Rutgers en 1988 . À l'université Rutgers, elle écrit pour le journal étudiant Le Quotidien Targum et travaille pour le Detroit News. Elle termine également son autobiographie, Grandir à Moscou : les Souvenirs d'une enfance Soviétique, publiée en 1989.
Elle poursuit sa collaboration avec le Detroit News, et est une chroniqueuse régulière du journal de 1993 à 2000, tout en travaillant comme journaliste pigiste pour toutes sortes de publications : Le New York Times, Le Washington Post, Le Philadelphia Inquirer, Newsday, La Nouvelle République, Le Wall Street Journal, The American Spectator, National Review, Salon.com, Le Weekly Standard, et de Reason.
De 2000 à 2007, Cathy Young écrit pour le Boston Globe. En 2008, elle commence à écrire une chronique régulière pour RealClearPolitics.com. En 2012, elle devient une chroniqueuse hebdomadaire pour Newsday. Au fil des ans, elle est étroitement associée avec Reason, où elle est une éditrice ainsi qu'une chroniqueuse mensuelle de 2001 à 2007. Depuis 2014, elle écrit régulièrement pour le Time.
Young est une chercheuse du think-tank conservateur Cato Institute à Washington, DC, pour qui elle co-écrit en 1996 une analyse de politique Jurisprudence féministe: égalité des droits ou néo-paternalisme ?. Ses recherches et ses écrits couvrent une variété de sujets, de la politique à la culture, avec un accent particulier sur les questions de genre et le féminisme, reflétant un point de vue individualiste féministe (cf. Wendy McElroy), souvent en accord avec les militants masculinistes, tout en les critiquant pour leur participation à l'émulation d'une politique identitaire associée à certaines formes de féminisme. En plus d’apparaître sur un certain nombre de radios et de télévisions, elle vient parler sur les campus universitaires et, en 2001 et 2002, enseigne durant 3 semaines, les questions de genre au Colorado College.
Elle est en faveur de la reconnaissance des mariages entre personnes de même genre.

## Féminisme

### Ses opinions
Dans son deuxième livre, Cessez-le-feu! Pourquoi les femmes et les hommes doivent unir leurs forces pour parvenir à une véritable égalité, publié en 1999, elle critique le féminisme et le traditionalisme à partir de ce qu'elle a décrit comme un « point de vue pro-égalité », une philosophie qu'elle dit s'apparenter au  "féminisme ou quelque chose d'autre".
Cathy Young défend la campagne des médias sociaux des Femmes Contre le Féminisme.
Décrivant le Gamergate controverse en relation avec le féminisme, Cathy Young déclare que le Gamergate est une réaction contre le féminisme, mais « c'est une réaction contre un certain type de féminisme, celui qui a tendance à considérer et rechercher de manière obsessionnelle les infractions, à voir de l'idéologie dans tout et n'importe quoi, et à diaboliser la sexualité masculine, sous prétexte d'éradiquer "l'objectification des femmes" ».
En 2015, Cathy Young écrit un article dans Le Daily Beast dans lequel elle interviewe l'étudiant accusé de viol par la militante anti-viol Emma Sulkowicz.  Dans une réponse à cet article, Sulkowicz décrit Young comme « anti-féministe », en disant qu'elle a publié des conversations Facebook entre elle et son violeur présumé pour lui faire honte (slut-shaming),,. Heather Guillaume écrit dans RealClearPolitics que l'article de Cathy Young sur Sulkowicz « met de côté le battage médiatique et évalue sobrement les faits ». Citant l'article de Young, Katie Zavadski du magazine New York la décrit comme une « féministe à contre-courant ».

### Réception

#### Critique des milieux féministes
Bien qu'elle se positionne comme féministe, Cathy Young est critiquée dans les milieux féministes comme soutenant un point de vue anti-féministe, voire masculiniste. En 2014, Emma Watson délivre à l'ONU un discours largement diffusé dans les médias, de soutien de la campagne HeforShe. Cathy Young critique le discours d'Emma Watson dans un article publié dans Time, arguant du fait que le féminisme ne peut avancer sans reconnaître la discrimination dont sont victimes les hommes, et que les hommes victimes de viols doivent aussi recevoir de l'attention. En réponse Erin Tatum répertorie cette prise de position le 19 novembre 2014 comme une initiative visant à prioriser une fois de plus les problématiques affectant des hommes, et insiste sur le fait qu'être contre le sexisme ne signifie pas être contre les hommes, et que le féminisme est concerné par l'égalité de tous les genres. D'autres prennent le relais pour critiquer Young comme prenant une position habituellement défendue par le mouvement masculiniste foncièrement opposé au féminisme. D'autres féministes soulignent le fait que Cathy Young dénonce l'exclusion des hommes de la thématiques des violences de genre alors même que le discours d'Emma Watson inclut justement les hommes en leur donnant un rôle important à jouer dans la marche vers l'égalité.
Des féministes ont critiqué son entreprise de démystification de la dénonciation de la culture du viol. Ainsi Meghan Murphy, rédactrice en chef du quotidien Feminist Current et représentante du féminisme radical, publie un article le 3 février 2015 critiquant sévèrement les positions de Young sur le viol. Salon décrit Young comme ayant l'habitude dans son écriture de discréditer les victimes de viol.

#### Réactions positives
Dans son livre L'Ardoise Vierge, Steven Pinker identifie Cathy Young comme « féministe de l'équité », et la décrit comme une « chroniqueuse iconoclaste » qui s'est positionnée en porte-à-faux par rapport au dogme du viol.
Le Washington Post relate que Young écrit de nombreux articles critiques par rapport à la lutte contre la culture du viol sur les campus. Le magazine Commentary, pour sa part, considère que Young ré-examine l'« atroce couverture du mythe des agressions sexuelles sur les campus » avec le « souhait de mettre les pendules à l'heure et de minimiser les dégâts incroyables provoqués par les accusations ».

## Affaire Harvey Weinstein
Elle s'exprime sur les possibles fausses allégations d'assaults sexuels dénoncés par des femmes après l'affaire Weinstein.